# سفارة سلوفينيا في الصين
سفارة سلوفينيا في الصين هي أرفع تمثيل دبلوماسي لدولة سلوفينيا لدى الصين. تقع السفارة في وهي تهدف لتعزيز المصالح السلوفينية في الصين.

## وصلات خارجية
- الموقع الرسمي
- قائمة سفارات سلوفينيا
- قائمة السفارات في الصين